# ترمچاره
ترمچاره (به صربی: Trmčare) یک منطقهٔ مسکونی در صربستان است که در کروشواتس واقع شده‌است. ترمچاره ۷۱۵ نفر جمعیت دارد.